# Poppenberg (Unterbreizbach)
Poppenberg is een gehucht in de Duitse gemeente Unterbreizbach in  Thüringen. De gemeente maakt deel uit van het Wartburgkreis.  Het gehucht wordt voor het eerst genoemd in een oorkonde uit 1302. Sinds een aantal jaar is het gehucht onbewoond.